# Cornelia de novis tabellis
Cornelia de novis tabellis, va ser una llei de l'antiga Roma proposada pel tribú de la plebs Publi Corneli Dolabel·la l'any 47 aC (o 706 de la fundació de Roma) a la que es va oposar Marc Antoni, llavors magister equitum, segons diuen Titus Livi i Cassi Dió.
La llei proposava l'elaboració d'unes noves taules per substituir al codi o Lleis de les dotze taules.